# 한명진 (1426년)
한명진(韓明溍, 1426년 ~ 1454년)은 조선 초기의 문신, 공신이다. 수양대군을 도와 계유정난에 참여하였으며, 본관은 청주이고 한명회의 아우이다.
판후덕부사(判厚德府事) 수(脩)의 증손으로, 할아버지는 예문춘추관대학사 상질(尙質)이고, 아버지는 감찰 기(起)이고, 어머니는 이조참판 이척의 딸이다.
1453년(단종 1) 진사시에 합격하고, 계유정난에 참여한 공으로 정난공신 3등에 녹훈되고 서원군(西原君)에 봉해졌다. 1454년에 죽고 가정대부(嘉靖大夫) 병조참판에 추증되었다. 시호는 양도(襄悼)이다.

## 한명진이 등장한 작품
- 《설중매》 (MBC, 1984년~1985년 배우:문회원)
- 《한명회》 (KBS, 1994년~1994년 배우:서영진)